# BIBSYS

Скриншот пошукової сторінки Oria.no

BIBSYS є державною установою та основним постачальником послуг і бібліотечних та інформаційних систем для усіх бібліотек норвезьких університетів і коледжів. BIBSYS започаткований 1972 року та був спільним проєктом бібліотеки Королівського Норвезького товариства наук і літератури (норв. Det Norske Kongelige Videnskabers Selskabs Bibliotek), бібліотеки Норвезького технологічного інституту і комп'ютерного центру Норвезького технологічного інституту.
BIBSYS співпрацює з усіма норвезькими університетами та коледжами, а також науково-дослідними інститутами і Національною бібліотекою Норвегії. BIBSYS офіційно організована як єдине ціле в Норвезькому університеті природничих та технічних наук (NTNU), розташованому в Тронгеймі, Норвегія. Рада директорів призначаються норвезьким Міністерством освіти і науки.
BIBSYS пропонує дослідникам, студентам та усім іншим легкий доступ до бібліотечних ресурсів, надаючи єдину пошукову службу Oria.no [Архівовано 30 листопада 2020 у Wayback Machine.] та інші бібліотечні послуги. Він також забезпечує інтегровані продукти для внутрішньої роботи науково-дослідних і спеціальних бібліотек, а також відкриті освітні ресурси. Зведений електронний каталог BIBSYS відбиває фонди не лише Національна бібліотека Норвегії, але й багатьох університетських і наукових бібліотек Норвегії. Окрім норвезького, він має англомовний інтерфейс, що дозволяє проводити пошук за традиційним набором полів, серед яких — індивідуальний і колективний автори, заголовок, ключові слова, предметні рубрики, а також ISBN і ISSN.
Як член DataCite BIBSYS виступає національним представником DataCite в Норвегії, що дозволяє всім вищим навчальним закладам та науково-дослідним інститутам країни використовувати DOI у своїх наукових даних.